# Geschichte der Windenergienutzung

Anteil der Stromerzeugung aus Windenergie an der Gesamterzeugung, 2022.

Die Windenergie ist eine der ältesten vom Menschen genutzten Energieformen. Schon vor langer Zeit wurde mit Hilfe von Windmühlen vor allem mechanische Arbeit wie das Mahlen von Getreide und das Pumpen von Wasser durchgeführt (siehe Windpumpe). Die Geschichte der Windenergienutzung beschreibt die Entwicklung von diesen ersten Windmühlen bis zur heute mit großem Abstand wichtigsten Nutzung, der Erzeugung von elektrischer Energie mit Windkraftanlagen an Land und im Meer, die 2023 einen Anteil von rund 7,8 % der weltweiten Stromproduktion hatte. Nicht behandelt werden Anwendungen wie Segelschifffahrt, Segelwagen oder Segelflug.

## Windmühlen

### Vorindustrielle Zeit

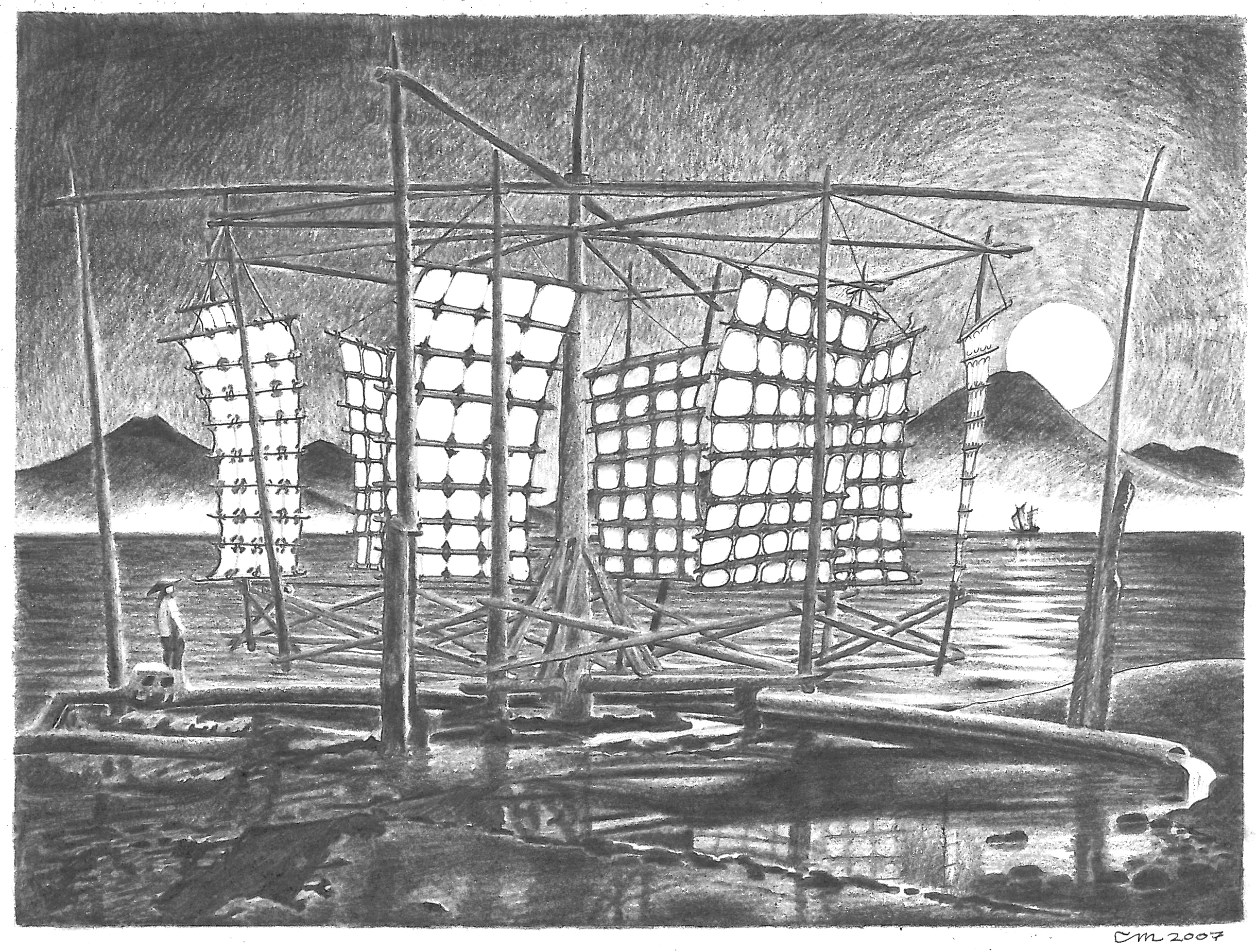
Chinesische Windmühle, Bleistiftzeichnung

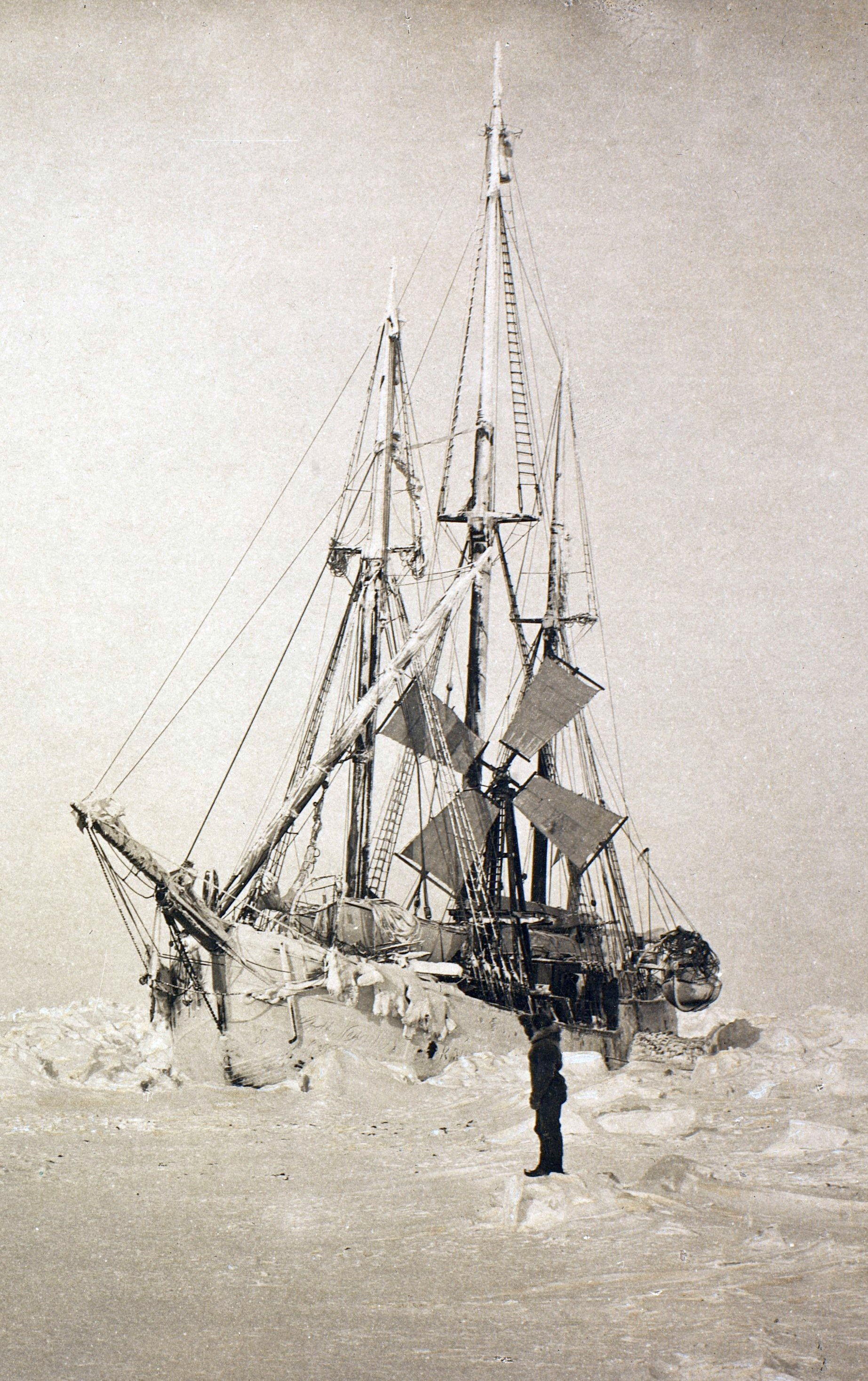
Die Fram im Packeis eingeschlossen (März 1894); der Windgenerator (Bildmitte) lieferte Strom für die elektrische Beleuchtung des Schiffes

Die ältesten Windmühlen sind aus Persien (zum Getreidemahlen), Tibet (als Gebetsmühlen) und China (zum Wasserpumpen) bekannt. Diese hatten eine vertikale Rotordrehachse und eine horizontale Drehkreisebene. Die persische Windmühle funktionierte als Widerstandsläufer. Die chinesische Windmühle, bei der vertikal stehende Dschunkensegel sich im Drehkreis um ihre Achse dank ihres spezifischen Riggs automatisch selbst zum Wind ausrichten, ist ein Auftriebsläufer.
In Europa sind Windmühlen seit dem 12. Jahrhundert bekannt. Sie wurden von Anfang an als Auftriebsläufer mit horizontal liegender Rotordrehachse gebaut, was bis heute das grundlegende Prinzip moderner Windkraftanlagen ist. Entstehen konnte diese Technologie durch das Zusammentreffen einiger historischer Umstände:
- Im Hochmittelalter hatte sich das Handwerk innerhalb der Zünfte vervollkommnet.
- Der wachsende allgemeine Wohlstand verknappte das Angebot an billigen Arbeitskräften.
- Die Christianisierung der seefahrenden nordischen Völker (z. B. Wikinger) verstärkte den Austausch zwischen ihnen und Mitteleuropa.

Durch Wasserkraft angetriebene Schöpfräder zur Bewässerung („Noria“) sind bereits aus dem 5. Jahrhundert v. Chr. aus Mesopotamien bekannt. Erste Mahlmühlen mit Wasserkraftantrieb sind aus dem 3. Jahrhundert v. Chr. aus China belegt. Auch die alten Ägypter, Perser und später die Griechen und Römer verwendeten Wassermühlen. Bedingung für die Nutzung der Wasserkraft ist die Voraussetzung, dass ein Gewässer mit ausreichendem Gefälle vorhanden ist, das auch in Trockenperioden genügend Wassermenge führt. Da diese Bedingung im Flachland vielerorts nicht erfüllt ist, dort hingegen (oft) der Wind stärker und gleichmäßiger bläst, hat sich in den küstennahen, flachen Regionen die Windmühle als vorherrschender Mühlentyp etabliert, in den bergigeren Regionen die Wassermühle. Die flexible, zeit- und ortsunabhängige Verfügbarkeit der Antriebskraft in beliebiger Menge war das Hauptargument für den Einsatz von Mühlen, die mit Muskelkraft betrieben wurden, etwa von Göpeln.
Hinzu kam die Verbindung der aerodynamischen Kenntnisse der nordischen Völker mit der Handwerkskunst der Mitteleuropäer, die eine Entwicklung der Windmühlentechnik ermöglichte.
Neben den reinen Windmühlen gibt es auch Mühlen, die ihre Antriebskraft aus Wasser und Wind zugleich beziehen. Eine der wenigen heute noch komplett erhaltenen derartigen Mühlen ist die Hüvener Mühle im nördlichen Emsland.
Die Windmühlen wurden im Laufe der Zeit verbessert und außer zum Mahlen auch zum Dreschen, Wasserpumpen oder -schöpfen und zum Sägen sowie Hämmern oder Klopfen (Walken) eingesetzt. Bereits vor der Industrialisierung entstanden so in einigen windbegünstigten Regionen wie z. B. Dänemark, den Niederlanden und Norddeutschland Landschaften, die stark von der gewerblichen Windenergienutzung geprägt wurden.

### Industrialisierung
Während der einsetzenden Industrialisierung wurden die Windmühlen im 19. Jahrhundert weiter verbessert. Zuvor war es bereits durch die Aufhebung des Mahlzwanges in Preußen im Jahr 1810 zu einem deutlichen Anstieg der Zahl der Mühlen gekommen. Zwar traten mit der Dampfmaschine und später den Verbrennungs- und Elektromotoren starke Konkurrenten entgegen, die schließlich im 20. Jahrhundert die Windenergienutzung weitestgehend verdrängten. Im 19. Jahrhundert jedoch kam es zunächst zu einem parallelen Wachstum. Dies lag nicht zuletzt an den zunächst noch höheren Kosten der Dampfmaschine, die erst allmählich durch die Fortschritte im Transportwesen (Verbilligung der Kohletransporte durch die Nutzung der Eisenbahn) kompensiert werden konnte.
Der Höhepunkt von Windmühlen als mechanischen Kraftquellen wird von Historikern in Deutschland erst in die 1880er Jahre datiert und damit in die Hochindustrialisierung. In Nischen, beispielsweise in verkehrlich schlecht erschlossenen ländlichen Regionen, hielten sich diese dezentralen Energiequellen sogar bis in die 1950er Jahre. Noch 1895, kurz vor Beginn der Elektrifizierung, ergab eine reichsweite Gewerbezählung, dass von den ca. 150.000 Betrieben, die mechanische Kraftquellen nutzten, noch 18.000 auf Windkraft zurückgriffen, während 54.000 über Wasserräder oder -turbinen und 59.000 über eine Dampfmaschine verfügten. Allerdings lag die durchschnittliche Leistung der Dampfmaschinen deutlich höher als die der Windmühlen. Danach ging die Nutzung zurück. 1914, zu Beginn des Ersten Weltkrieges wird die Zahl der Windmühlen auf ca. 11.400 geschätzt, 1933 waren noch 4.000 bis 5.000 Windmühlen in Betrieb. Letzte Verbesserungen an der Windmühlentechnik erfolgten in den 1940er Jahren in Deutschland durch Kurt Bilau (Bilausche Ventikanten), in Holland u. a. durch Ten Have und van Riet.
Weitere Fortschritte und Anwendungsmöglichkeiten brachte das 19. Jahrhundert mit der beginnenden Elektrifizierung, die sich auch auf Windmühlen auswirkte. So wurde schon bei Nansens Fram-Expedition (1893–1896) ein windgetriebener Generator eingesetzt, um an Bord während der langjährigen Drift auf dem Packeis Richtung Pol und an diesem vorbei nach Spitzbergen Strom für die elektrische Beleuchtung zu erzeugen.
In Nordamerika entwickelte Daniel Halladay die Westernmill, die hauptsächlich zum Wasserpumpen eingesetzt wurde und wird. Sie war die erste, die sich selbsttätig bei Sturm aus dem Wind drehen konnte. Bei herkömmlichen Mühlen dagegen hatte der Müller immer darauf achten müssen, vor einem aufziehenden Sturm die Mühle zu sichern, um sie vor Schäden zu schützen. Damit und mit der industriellen Produktion der Mühlen war der Weg für einen massenhaften Einsatz frei. Noch immer sind einige dieser Mühlen in ländlichen Gegenden weltweit im Einsatz, meistens als Antrieb für Wasserpumpen aber auch zur Erzeugung von Elektrizität an Standorten, die – wie abgelegene Farmen etwa – fern der Netzversorgung liegen. Es entstehen auch heute noch neue Westernmills, meist aus nostalgischen Motiven von örtlichen Handwerkern oder Bastlern und Liebhabern erbaut und aufgestellt.

## Windkraftanlagen

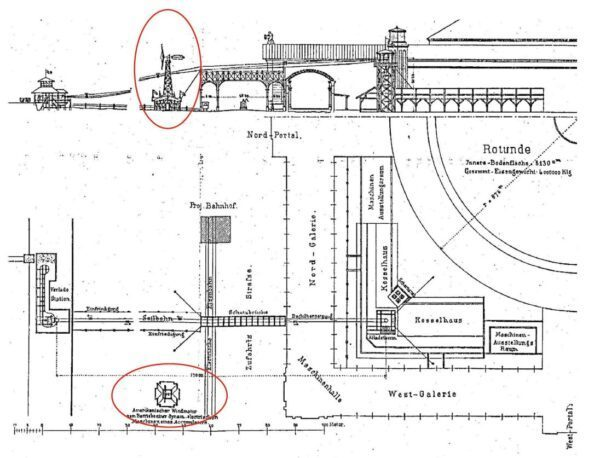
Plan des Windrades zur Stromerzeugung von Josef Friedlaender vor der Elektrischen Ausstellung im Wiener Prater (Rotunde) 1883

Windkraftanlagen entwickelten sich aus der Windmühlentechnik heraus. Mit der kommerziellen Nutzung der elektrischen Energie 1882 begann die Elektrizität allmählich auch für die Bevölkerung ein wichtiges technisches Hilfsmittel zu werden. Zunächst wurden ausschließlich dezentrale Netze errichtet, die häufig mit Gleichstrom betrieben wurden. Das heutige Verbundnetz entstand hingegen erst mit der großflächigen Elektrifizierung in den 1920er Jahren. Zur Verbesserung der Versorgung mit elektrischer Energie gab es daher im ausgehenden 19. Jahrhundert verstärkt Versuche, auch mit Hilfe der Windenergie elektrische Energie zu erzeugen. Da die Windmühlen zu diesem Zeitpunkt noch sehr weit verbreitet waren, gab es mehrfach Gedanken, diese zum Betrieb eines Dynamos umzurüsten.
Die erste belegte windbetriebene Anlage zur Stromerzeugung errichtete 1883 der österreichische Ingenieur Josef Friedländer anlässlich der Internationalen Elektrizitätsausstellung 1883, sie stand im Eingangsbereich des Ausstellungsgeländes vor der Rotunde im Wiener Prater.

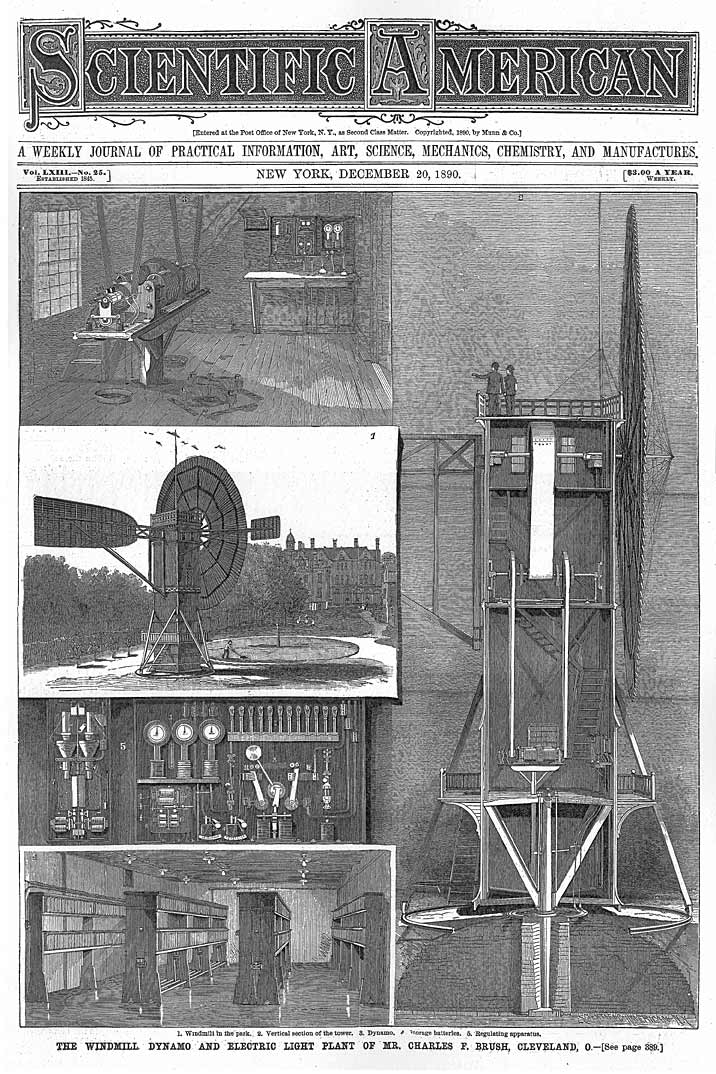
Scientific American berichtet 1890 über Brushs Windkraftanlage

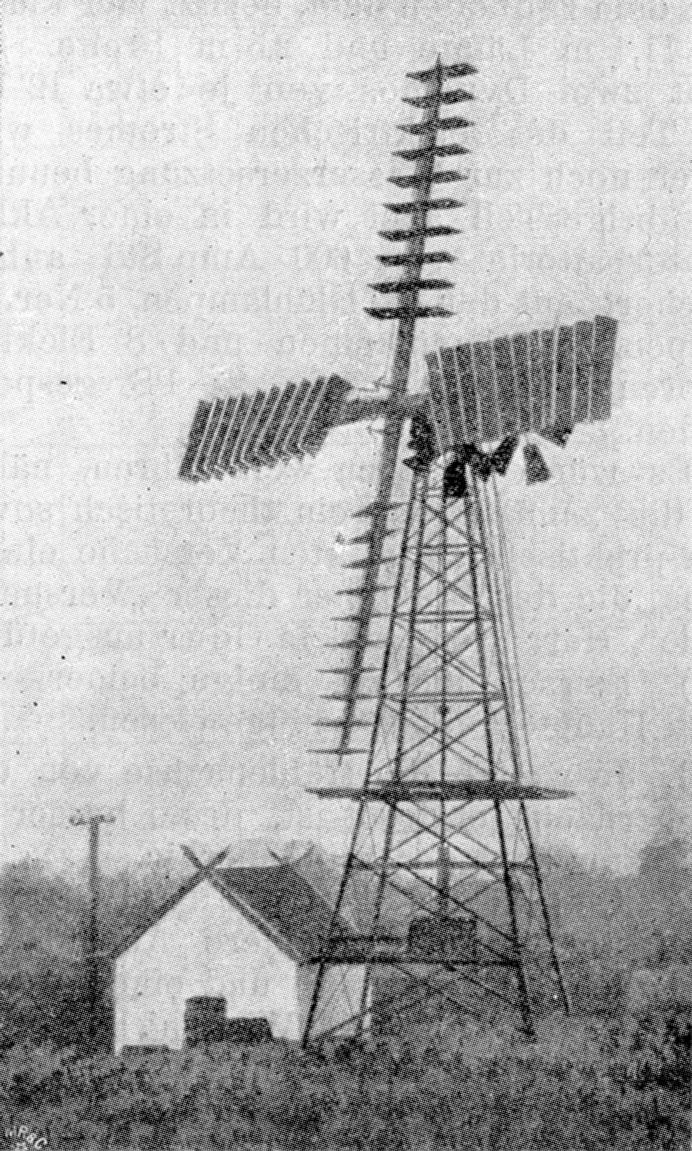
Dänisches Windrad (hier in Vallekilde) um 1905

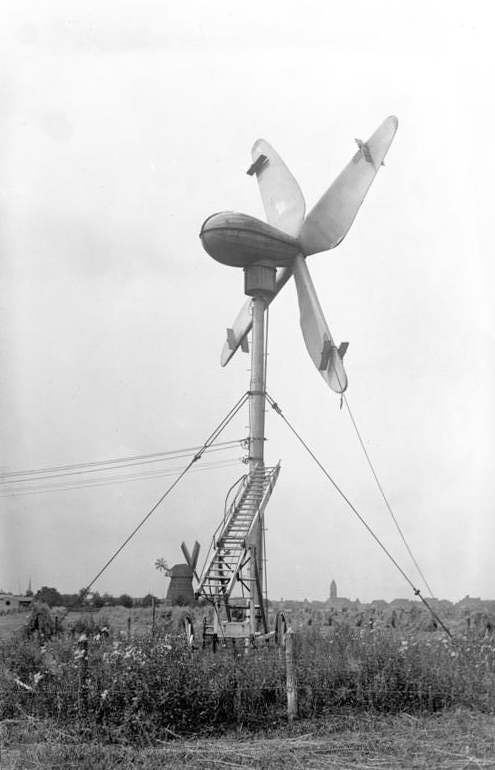
Windrad bei Berlin im Jahr 1932, vermutlich von Kurt Bilau

Charles Francis Brush baute 1887/88 eine Windkraftanlage auf der Basis der Westernmills, die er zur Versorgung seines Hauses mit elektrischer Energie aus einem Batteriespeicher benutzte.
Der Däne Poul La Cour hat dann – die Verdrängung der Windmühlentechnik durch die Elektrifizierung hatte schon eingesetzt – die Grundlagen der Technik wissenschaftlich erforscht. Er wandte seine Erkenntnisse als einer der ersten Wissenschaftler auf die Wandlung in elektrische Energie an und errichtete 1891 mit Mitteln seiner Regierung eine erste Versuchsanlage in Askov auf Jütland. Seinem guten wissenschaftlichen Fundament, seinem systematischen Vorgehen sowie seiner Geschicklichkeit bei der praktischen Umsetzung seiner Entwürfe sind wichtige Entwicklungen für die heutige Windkraftanlagentechnik zu verdanken. Er betrieb erstmals Windkanalversuche – unter anderem zur Aerodynamik der Flügelform – und kam zum Konzept Schnellläufer, einer Anlage, bei der sich die Flügelspitzen schneller als der Wind bewegen. Eine von ihm konzipierte Anlage wurde von der Firma Lykkegaard als kommerzielles Produkt vermarktet, bis 1908 waren bereits 72 Stück in Dänemark zur Versorgung ländlicher Siedlungen installiert.
In Deutschland und Österreich-Ungarn gab es um 1900 relativ wenige Firmen, die Windmühlen zum Pumpen von Wasser und später auch Windkraftanlagen produzierten: Theodor Reuter & Schumann in Kiel (unter anderem ein Windrad für die Gauß-Expedition), Joseph Friedländer in Wien, Anton Kunz in Mährisch-Weißkirchen (Hranice na Moravě). und Fried. Filler Maschinenfabrik in Hamburg-Eimsbüttel. Die größte Dichte mit vier Firmen gab es in Dresden: Carl Reinsch, Rudolf Brauns, Gustav Robert Herzog und Louis Kühne. Nachdem 1911 Reinsch und Brauns zu den Vereinigten Windturbinenwerken (VWW) fusionierten, zog sich Louis Kühne weitgehend aus dem Geschäft mit der Windkraft zurück und widmete sich fortan ausschließlich der Produktion von Zentralheizungen. Nach 1911 produzieren in Dresden nur noch die VWW und Herzog Windkraftanlagen, von denen auch heute noch einige erhalten sind, vom Typ Herkules der VWW insbesondere in den Niederlanden. In den 1920er Jahren kam als Konkurrenz zur VWW noch die Windturbine Energie der Edmund Kletzsch Maschinenfabrik dazu, die ebenfalls in die Niederlande exportierte.
Der Bau von Windkraftanlagen bekam durch die Verteuerung und Verknappung von Treibstoff (Dieselöl, Benzin) im Ersten Weltkrieg noch einmal Aufwind. Nach dem Krieg wurde Treibstoff wieder günstiger. Die Technik der Windkraftanlagen blieb für lange Zeit eine Nische der technischen Entwicklung. 1920 existierten in Deutschland 477 Windturbinen, von denen 415 in Deutschland produziert wurden. Nur 13 dienten damals der Erzeugung von Elektrizität, der Rest pumpte Wasser (173) oder Abwasser (1), diente der Entwässerung (41) oder dienten dem Antrieb von Maschinen oder Mühlen (175).
1920 schuf Albert Betz, Physiker und damaliger Leiter der Aerodynamischen Versuchsanstalt Göttingen (1997 umbenannt in DLR), mit streng wissenschaftlichen Forschungen zur Physik und Aerodynamik des Windrotors weitere Grundlagen für die Entwicklung von Windkraftanlagen. Er formulierte erstmals das Betz’sche Gesetz und zeigte, dass das physikalische Maximum der Ausnutzung der kinetischen Energie des Windes bei 59,3 % liegt. Seine Theorie zur Formgebung der Flügel ist auch heute noch Grundlage für die Auslegung der Anlagen.
Der Savonius-Rotor, eine mit einer Schnelllaufzahl von etwa 1,6 gleichzeitig als Auftriebs- wie Widerstandsläufer zu bezeichnende durchströmte Turbine mit vertikaler Rotationsachse, wurde um 1925 vom Schiffsoffizier Sigurd Savonius erfunden. Bei dieser Turbine ist die Strömungsdynamik sehr kompliziert, es existiert bisher noch kein gültiges physikalisch-mathematisches Modell dazu.
Der Franzose Georges Darrieus patentierte 1931 in den USA den Darrieus-Rotor, ebenfalls eine Bauform mit vertikaler Achse, jedoch ein Schnellläufer. Darrieus hat aber anscheinend selbst nie ein Modell des nach ihm benannten Rotors gebaut; nachdem er das Patent eingereicht hatte, baute er lediglich Maschinen mit horizontaler (und längs der Windrichtung orientierter) Achse – wohl weil er einsah, dass die horizontale Achse deutlich überlegen war.
In Deutschland gab es gegen Ende des Zweiten Weltkrieges Ideen und Versuche von Wilhelm Teubert, Ferdinand Porsche, Hermann Honnef, Franz Kleinhenz (MAN) und der Ventimotor GmbH in Weimar um Elektrische Energie in großem Maßstab mittels Windenergie zu erzeugen. Hermann Honnef verfolgte dabei die kühnsten Ideen von Großwindkraftwerken und diente diese unter verschiedenen Aspekten den Machthabern im Dritten Reich an. Allerdings war seine vorgeschlagene Doppel-Rotor-Technik ein technischer Irrweg. Es gelang ihm jedoch ein Versuchsfeld mit Anlagen bis zu 17 kW errichten zu lassen. Dieses Versuchsfeld befand sich in der Nähe von Berlin, in Bötzow auf dem Mathiasberg.
Die vom Thüringer Gauleiter Fritz Sauckel und vom Mitglied des Freundeskreises Reichsführer SS Walther Schieber gegründete Firma Ventimotor GmbH in Weimar propagierte unter dem Motto „Windkraft für Wehrbauern“ dezentrale Windkraftanlagen als geeignete Energieversorgung im Rahmen des Generalplan Ost nach einem eventuellen Endsieg. 1943 wurden die Aktivitäten von Ventimotor zugunsten des Flugzeugbaus weitgehend eingestellt. Der Leiter der Konstruktionsabteilung von Ventimotor und Leiter der aerodynamischen Abteilung der Weimarer Ingenieursschule Ulrich W. Hütter wurde später als deutscher „Windenergiepapst“ bekannt.
Ein weiterer Meilenstein war die 1,25 MW Smith-Putnam-Anlage (zwei Flügel, Leeläufer), benannt nach Palmer Cosslett Putnam in Vermont, USA, 1941. Die Anlage mit einem Rotordurchmesser von 53,3 Metern und einem Generator von Woodward Governor Co. / GE lief mit Unterbrechungen bis 1945, dann brach einer der Flügel. Die für diese Größe notwendigen Materialien beziehungsweise Materialqualitäten waren damals noch nicht verfügbar.

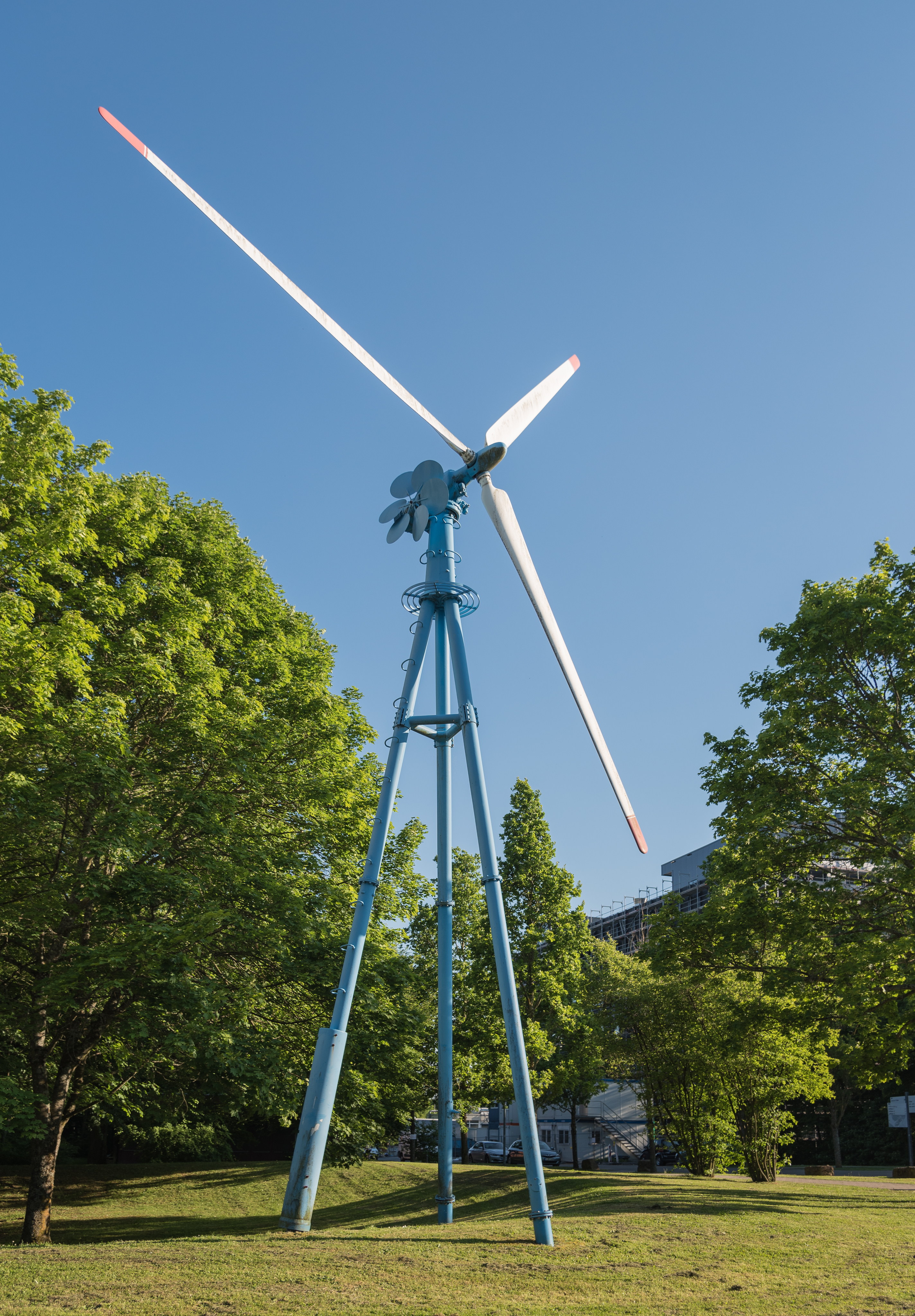
Historische Windenergie-Anlage vom Typ „Allgaier Hütter WE 10/G6“, Baujahr 1949, Bild von 2015

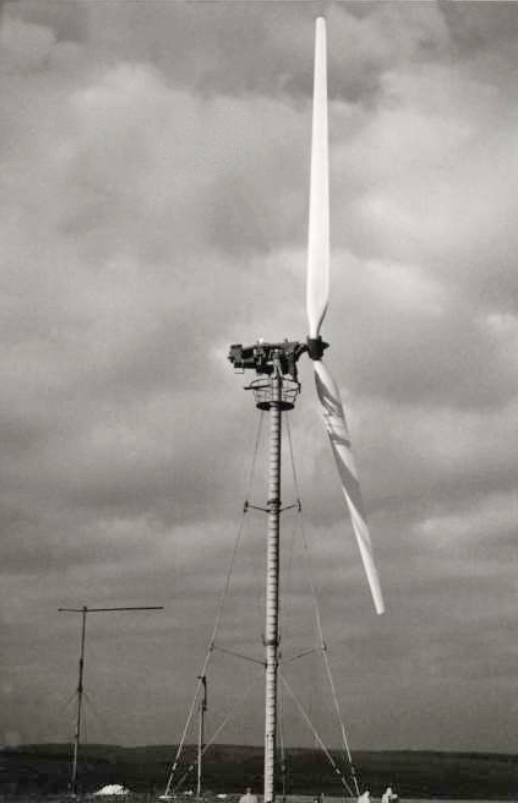
Die Windkraftanlage StGW-34 der Allgaier Werke nach einem Entwurf von Ulrich Hütter, ein „Meilenstein in der Geschichte der Windenergienutzung“, 1953

1949 entwarf der deutsch-österreichische Windkraft-Pionier Ulrich W. Hütter die 10-kW-Anlage „WE 10/G6“ mit 11 m Rotordurchmesser, die von der Firma Allgaier Werke in Serie hergestellt wurde. An die 200 Stück wurden vor allem in die Länder Südafrika, Argentinien und Indien exportiert. Eine Anlage ziert noch heute das Stammhaus der Firma Klöckner-Moeller in Bonn und ist voll einsatzfähig.
Auf der Schwäbischen Alb bei Geislingen an der Steige errichtete er 1957 das Urmodell aller modernen Windkraftanlagen, die 100-kW-Anlage StGW-34 mit 34 m Rotordurchmesser. Sie erhielt 1969 neue Rotorblätter aus GFK. Faserverbund-Bauteile von 17 m Länge waren für diese Zeit ungewöhnlich.
1957 erbaute Johannes Juul in Dänemark die Gedser-Windkraftanlage, die zum „Archetypen der ‚Dänischen Windkraftanlage‘“ wurde und durch ihr innovatives Design ein großer Durchbruch in der Entwicklungsgeschichte der Windkraftanlagen war. Sie hatte drei Flügel, die aus Stabilitätsgründen untereinander abgespannt waren, und einen direkt netzgekoppelten Asynchrongenerator mit einer Nennleistung von 200 kW. Die Leistungsbegrenzung erfolgte rein passiv durch Strömungsabriss (Stallregelung), bei Netzausfall begrenzten fliehkraftgesteuerte Blattspitzen die Rotordrehzahl. Die Anlage lief bis 1966 sehr zuverlässig, dann wurde sie aus Kostengründen stillgelegt. Sie wurde jedoch nicht abgebaut und erlebte 1977 eine Renaissance, als sie im Rahmen eines Abkommens einer dänischen Institution mit der NASA wieder in Betrieb genommen wurde und mehrere Jahre als Versuchsanlage diente.
Im März 1978 ging die Windkraftanlage der dänischen Tvind-Schule mit drei Rotorblättern aus GFK auf der Luvseite des Turms und 1 MW Leistung in Betrieb, die mit Unterbrechungen auch 34 Jahre später noch in Betrieb war. Anfang der 1980er Jahre setzte sich während eines Nachfrageschubs aus den USA das dänische Konzept bei Windkraftanlagen durch. Typisch waren der Asynchrongenerator (Kurzschlussläufer), ein oder zwei feste Drehzahlen und drei starre Rotorblätter (Stall-Regelung). Diese Konstruktionsweise blieb bis Anfang der 1990er Jahre und Anlagen unterhalb etwa 500 kW vorherrschend.

### Deutsche Versuchsanlagen ab 1978

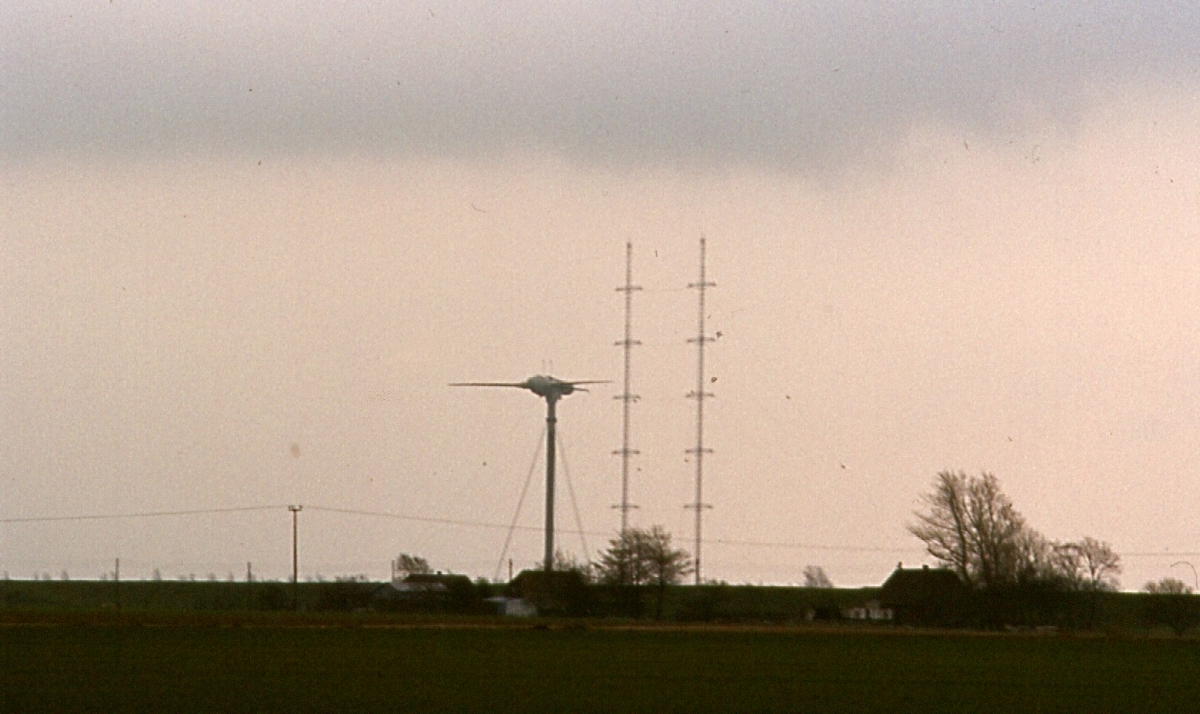
GROWIAN mit Windmessmasten

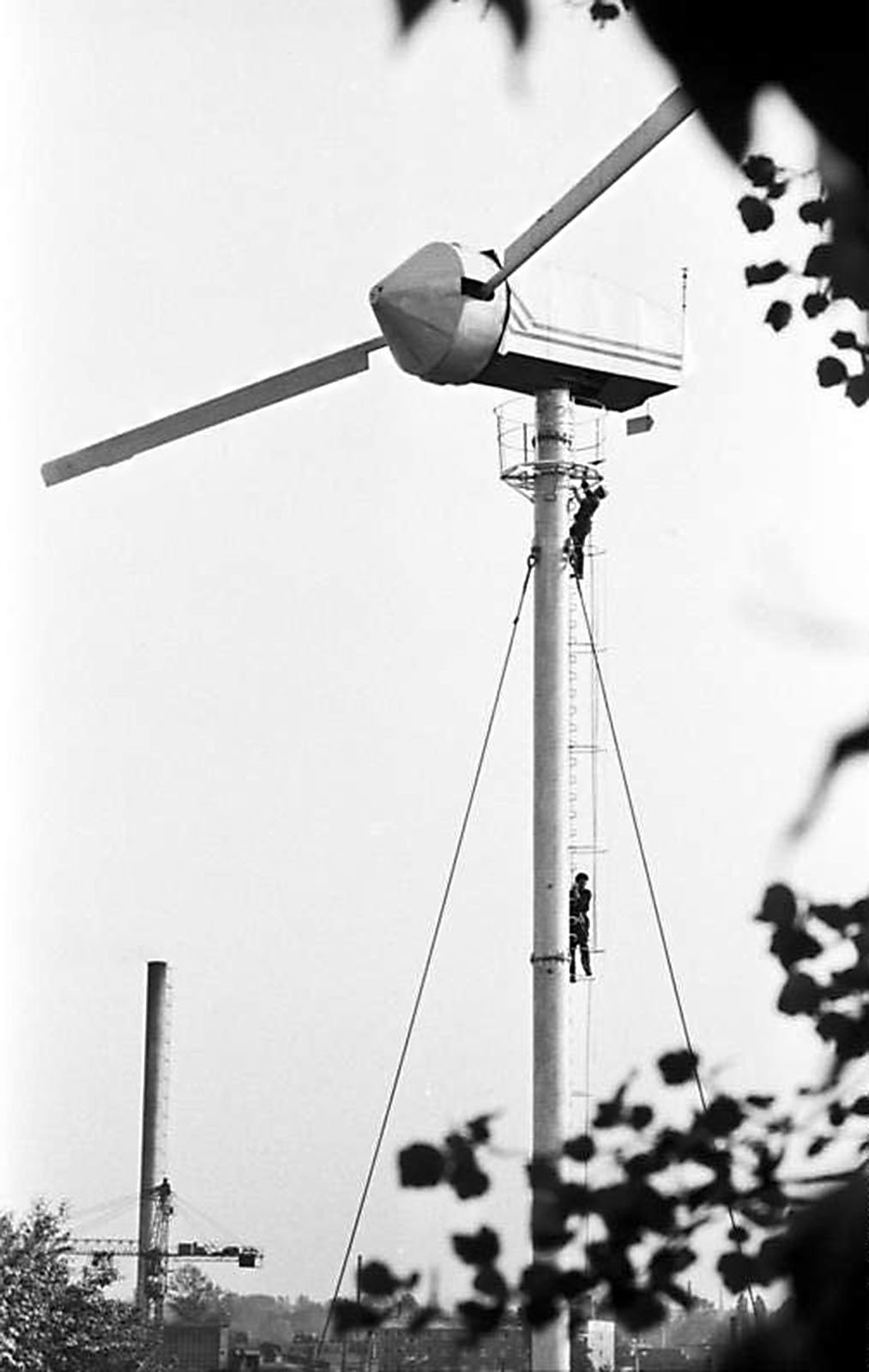
Erste Windkraftanlage der DDR Standort Rostock Dierkow im Probebetrieb 1989

1978 vom Bundesforschungsministerium beschlossen, stand von 1983 bis 1987 im Kaiser-Wilhelm-Koog bei Marne die Versuchsanlage Growian (Große Windenergie-Anlage). Mit 100,4 Metern Rotordurchmesser und 3 MW Nennleistung war sie die damals weltweit größte gebaute Anlage, allerdings größer als damals beherrschbar und erreichte nicht einmal einen dauerhaften Testbetrieb. Nach dem Fehlschlag wurde ein kleineres, nur etwa halb so großes Modell WKA-60 (Growian-2) mit Drei- statt Zweiblattrotor entwickelt, ohne allerdings das ungeeignete Konzept des Leeläufers aufzugeben. Eine Anlage dieses Typs wurde ab 1990 auf Helgoland betrieben, wieder gab es Probleme (insbesondere durch Blitzschlag), und da sich die Schäden nach dem dritten Ausfall nicht mehr versichern ließen, blieb es bei insgesamt lediglich vier Anlagen.
Auf dem Windkraftanlagen-Versuchsfeld Stötten auf der schwäbischen Alb stand u. a. von 1959 bis 1968 die Windkraftanlage W34 von Ulrich Hütter mit einem Rotordurchmesser von 34 m und einer Nennleistung von 100 kW. Von 1982 bis 1985 stand hier die von Voith gebaute WEC-520 mit Generator im Turmfuß, einem Rotordurchmesser von 52 m und einer Nennleistung von 270 kW.
Auf dem ehemaligen Growian-Versuchsgelände entstand dagegen ab 1987 der erste Windpark Deutschlands mit 30 kleinen Anlagen nach dänischem Vorbild, der Windenergiepark Westküste. Anfang 1991 wurde dieser damals größte Windpark Europas ans Stromnetz angeschlossen und lieferte pro Jahr rund 19 Millionen kWh Strom. Die Windenergiepark Westküste GmbH bietet heute interessierten Besuchern ein Informationszentrum rund um die Geschichte der Windenergie.
Die kommerziellen Windkraftanlagen, die Ende der 1990er Jahre den mit Growian angestrebten Ertrag von 12 GWh pro Jahr auch lieferten, waren mit Netzumrichter drehzahlvariabel und hatten eine Blattwinkelverstellung – zwei mit Growian eingeführte Neuerungen –, hatten aber wie die Anlagen des dänischen Typs vor dem Turm laufende Dreiblattrotoren.

### Beginn des Ausbaus der Windenergie

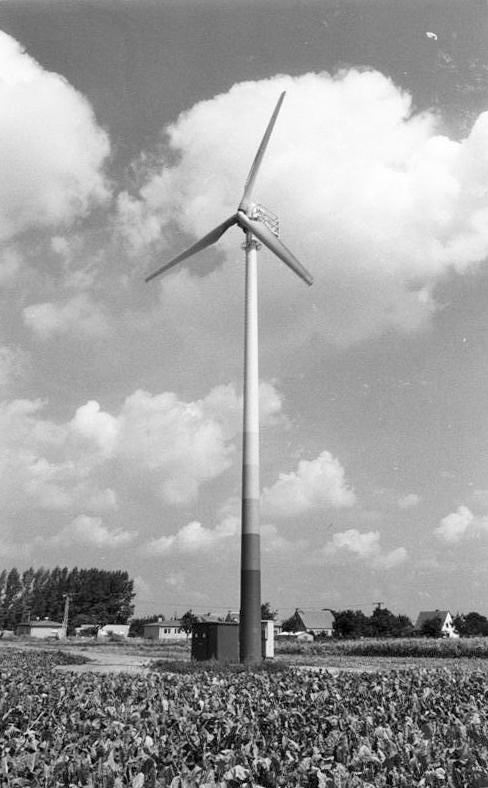
Erste Windkraftanlage Sachsen-Anhalts in Großgräfendorf, 1990

In den 1970er Jahren hatte es in den USA, wie in Deutschland mit dem GROWIAN, Mittel für zweifelhafte Entwicklungsprojekte gegeben. Es gab dort aber auch eine breite Förderung der Windenergie, die sich allerdings nach der Investitionssumme richtete, sodass der Anreiz in Richtung ertragreicher Großanlagen fehlte. Wenn eine teure Reparatur anstand, wurde oft entschieden, die betroffene Anlage stillzulegen. In Deutschland kam die breite Förderung später, 1991, aber mit dem Stromeinspeisungsgesetz auf den Ertrag ausgerichtet, indem die Stromnetz-Betreiber zur Abnahme des erzeugten Stroms zu definierten Preisen verpflichtet wurden. Weil sich Unterschiede im Ertrag nun deutlicher bemerkbar machten, wurden nicht nur mehr, sondern auch bessere Anlagen errichtet. Investoren achteten darauf, dass Versprechungen der Hersteller über die Leistung in Abhängigkeit von der Windgeschwindigkeit und über geringe Ausfallzeiten vertraglich festgeschrieben wurden. In der Folge erreichte die deutsche Wirtschaft auch auf diesem Gebiet des Maschinenbaus eine führende Position in der Welt.
Den zügigen Ausbau verstärkte im Jahr 2001 das Erneuerbare-Energien-Gesetz (EEG) noch einmal, sodass gegen Ende des Jahres 2003 etwa zwei Drittel der europäischen Windkraftanlagen in Deutschland installiert waren.

### Heutige Technik
Mit steigender Anlagengröße wurde auch die Technik weiterentwickelt. Die maximale Leistung großer Anlagen im Megawatt-Bereich erfolgt durch Drehen (Torsion) der Rotorblätter (Pitchen), das eine variable Drehzahl zur Folge hat, die Einspeisung ins Netz erfolgt über Umrichter, wobei je nach verwendetem Anlagenkonzept Voll- oder Teilumrichter zum Einsatz kommen. Diese Anlagen belasten das Netz nicht mehr mit Blindleistung, sondern können zur Blindleistungskompensation eingesetzt werden.
Weil drehzahlunabhängig von der Netzfrequenz, können diese Anlagen für jede Windgeschwindigkeit mit der aerodynamisch optimalen Drehzahl betrieben werden. Durch die Pitchmechanik (Torsion der Flügel mit Stellmotoren) tritt zudem der lärmintensive Stalleffekt oberhalb der Nennleistung nicht mehr auf.

### Offshore
Großes Potenzial wird der Windenergienutzung auf dem Meer zugeschrieben. Dort weht der Wind beständiger und stärker als auf dem Festland. Ähnlich der Erdöl- und Erdgasgewinnung auf See werden diese Anlagen Offshore-Anlagen genannt.
Im Dezember 2002 ging in Dänemark mit Horns Rev 1 der damals größte Offshore-Windpark der Welt ans Netz: Dort stehen in der Nordsee auf 20 Quadratkilometern 80 Windräder in zehn Reihen mit je acht Windrädern. Sie erzeugen jährlich 600 GWh Energie, genug für 150.000 dänische Haushalte.
In der deutschen Ausschließlichen Wirtschaftszone (EEZ) befindet sich in der Nordsee seit Ende 2003 die Forschungsplattform „FINO 1“, auf der u. a. die Bedingungen für Windkraftanlagen auf See untersucht werden. In der Ostsee wurde zu diesem Zweck die Plattform „FINO 2“ errichtet. In der Nordsee steht seit 2009 die dritte Forschungsplattform „FINO 3“.
Am 20. Oktober 2004 hat eine 108 Meter hohe E-112-Testanlage mit 4,5 Megawatt Leistung in der Ems in unmittelbarer Nähe zum Ufer das erste Mal Strom ins öffentliche Netz eingespeist. Dieser Anlagentyp besaß zu diesem Zeitpunkt den größten Rotordurchmesser und leistungsstärksten Generator.
Im Sommer 2008 begann bei der Forschungsplattform FINO 1 der Bau des ersten deutschen Offshore-Windparks „alpha ventus“ mit einer installierten Gesamtleistung von 60 Megawatt. Die Inbetriebnahme der Anlagen fand ab August 2009 statt, die offizielle Inbetriebnahme am 27. April 2010.